# Togo en los Juegos Olímpicos de Atlanta 1996
Togo estuvo representado en los Juegos Olímpicos de Atlanta 1996 por cinco deportistas masculinos que compitieron en atletismo.
El portador de la bandera en la ceremonia de apertura fue el atleta Téko Folligan. El equipo olímpico togolés no obtuvo ninguna medalla en estos Juegos.